# سلجوق (صندوق‌لی)
سلجوق (به ترکی استانبولی: Selçik) یک منطقهٔ مسکونی در ترکیه است که در صندوق‌لی واقع شده‌است.